# Rodney William Whitaker
Rodney William Whitaker (Nova Iorque, 12 de Junho de 1931 – Inglaterra, 14 de Dezembro de 2005) foi um escritor estadunidense.
Rodney publicou trabalhos sob os pseudônimos de Trevanian, de Nicholas Seare e de Benat Le Cagot.
Rodney não gostava da imprensa por isso raras foram as entrevistas feitas por ele, e estas normalmente eram dadas apenas por telefone.

## Obras como 'Trevanian'
- The Eiger Sanction (1972), no Brasil, Escalado para morrer
- The Loo Sanction (1973), no Brasil, O cavalo de bronze
- The Main (1976)
- Shibumi (publicado em 1979), no Brasil, Shibumi
- The Summer of Katya (pub. em 1983), no Brasil, O verão de Katya
- Incident at Twenty-Mile (pub. em 1998)
- Hot Night in the City (pub. em 2000)
- Crazyladies of Peral Street (2005)